# 保良局青衣中學（技能訓練）
保良局青衣中學（技能訓練）（英語：Po Leung Kuk Tsing Yi Secondary School (Skill Opportunity)）簡稱保良局青衣中學，為香港新界青衣島已停辦的一間津貼技能訓練中學，位於青芊街8號。

## 歷史
此校於1998年由保良局創辦。然而，由於政府推行融合教育，此校於2001年初曾考慮轉營，但最後因應教育統籌局就保良局開辦顏寶鈴書院訂下的交換條款，最終在2004年停辦。
此前，校舍已於2001年分配予東華三院黃士心小學分拆及轉全日制，並於此校結束後翌年遷入，現為東華三院周演森小學。